# Объединённая партия Соломоновых Островов
Объединённая партия Соломоновых Островов (англ. Solomon Islands United Party, SIUP) — политическая партия Соломоновых Островов.

## История
Партия была основана в марте 1980 года премьер-министром Питером Кенилореа и базировалась на правительстве, которое он возглавлял с 1978 года. Кенилореа изначально была независимым политиком, однако он стремилася сформировать партию в преддверии выборов 1980 года. Партия получила 16 из 38 мест, а Кенилореа остался премьер-министром после формирования коалиционного правительства с Независимой группой. Однако в 1981 году правительство пало после выхода Независимой группы, после чего Соломон Мамалони из Партии народного альянса смог сформировать коалиционное правительство с Национальной демократической партией и независимыми депутатами.
На протяжении 1980-х годов партия сохраняла значительную общественную поддержку. На выборах 1984 года она получила меньше голосов, чем Партия народного альянса, но при этом получила большинство мест, а Питер Кенилореа вновь стал премьер-министром страны. Его преемником в 1986 году стал другой член партии Эзикиел Алебуа.
На выборах 1989 года партия получила только 4 места, на выборах 1993 года — 3 места, а на выборах 1997 года — всего лишь 1 место. На выборах 2001 года она полностью потеряла представительство в парламенте.
Объединённая партия возродила свою активность в преддверии выборов 2010 года, когда её новый президент Джоэл Моффат Конофилия обнародовал свой манифест в июле 2010 года. Он утверждал, что Бог проклял Соломоновы Острова, чтобы наказать страну за «голосование против народа Израиля» в Организации Объединённых Наций (ООН). Прося прощения у Бога, он добавил, что «начиная с сегодняшнего дня и далее Объединённая партия будет клясться в своей поддержке и безоговорочно голосовать за Израиль в соответствии с Книгой Бытия 12: 1—3». Конофилия также заявил, что его убеждения и действия в качестве лидера, в случае его избрания, будут «глубоко укоренены в Слове Божьем». Однако в конечном итоге партия так и не участвовала в выборах.
Партия приняла участие в выборах 2019 года и получила в парламенте 2 места.